# Antonio Trentanove
Antonio Trentanove (Rimini, 1745 – Carrara, 1812) è stato uno stuccatore e scultore italiano, interprete dello stile barocco e neoclassico in Emilia-Romagna, Toscana e Marche.

## Vita
Nacque a Rimini e studiò all'Accademia Clementina di Bologna, specializzandosi come scultore. Successivamente visse per alcuni anni a Massa Marittima. Nel 1804 trovò impiego nell'accademia di Carrara. Morì nella medesima città. Suo figlio, Raimondo, studiò scultura con Antonio Canova.

## Opere
È conosciuto soprattutto per le sue decorazioni a stucco. 

### Rimini
Numerose le sue opere nella città natale di Rimini:
- chiesa dei Servi,
- chiesa di San Giovanni Battista,
- chiesa di San Bernardino,
- chiesa di San Girolamo,
- chiesa di Santa Rita.

### Faenza
Contribuì in modo importante alla stagione neoclassica della città di Faenza, dove realizzò dei rilievi a stucco per Palazzo Laderchi (era membro del gruppo di artisti guidati da Felice Giani) e per Palazzo Milzetti. Per Giuseppe Pistocchi lavorò alla decorazione del Teatro comunale Angelo Masini con Serafino Barozzi.

Foto di Paolo Monti, 1976
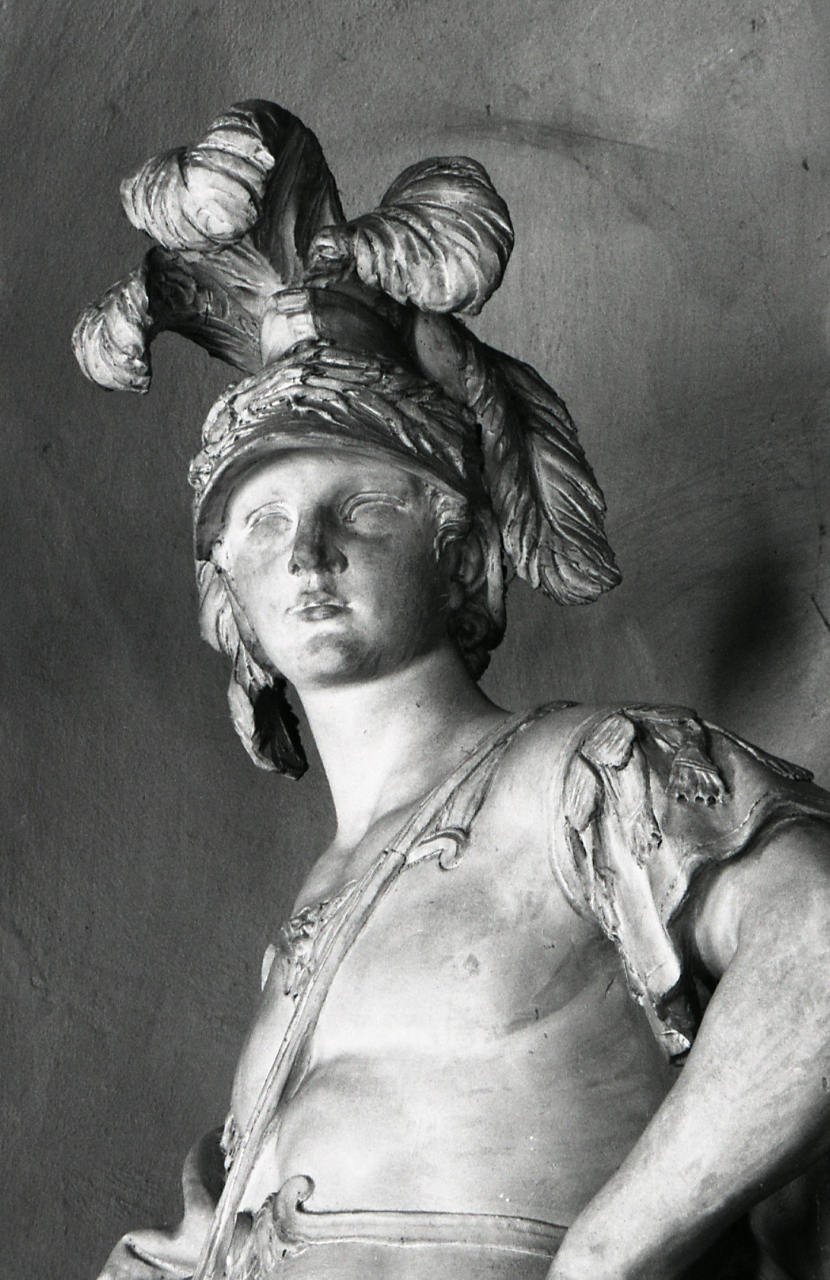
Dei dell'olimpo, Teatro comunale Masini di Faenza
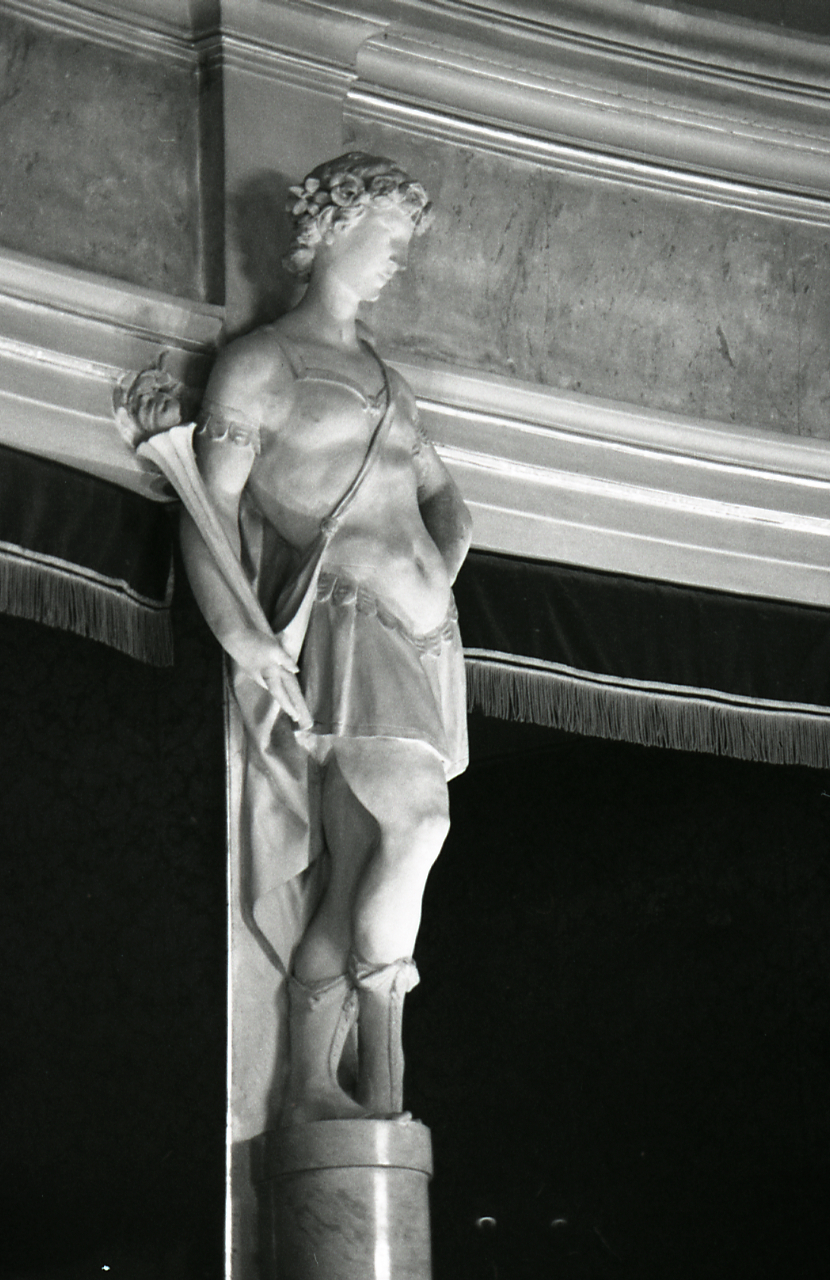
Dei dell'olimpo, Teatro comunale Masini di Faenza
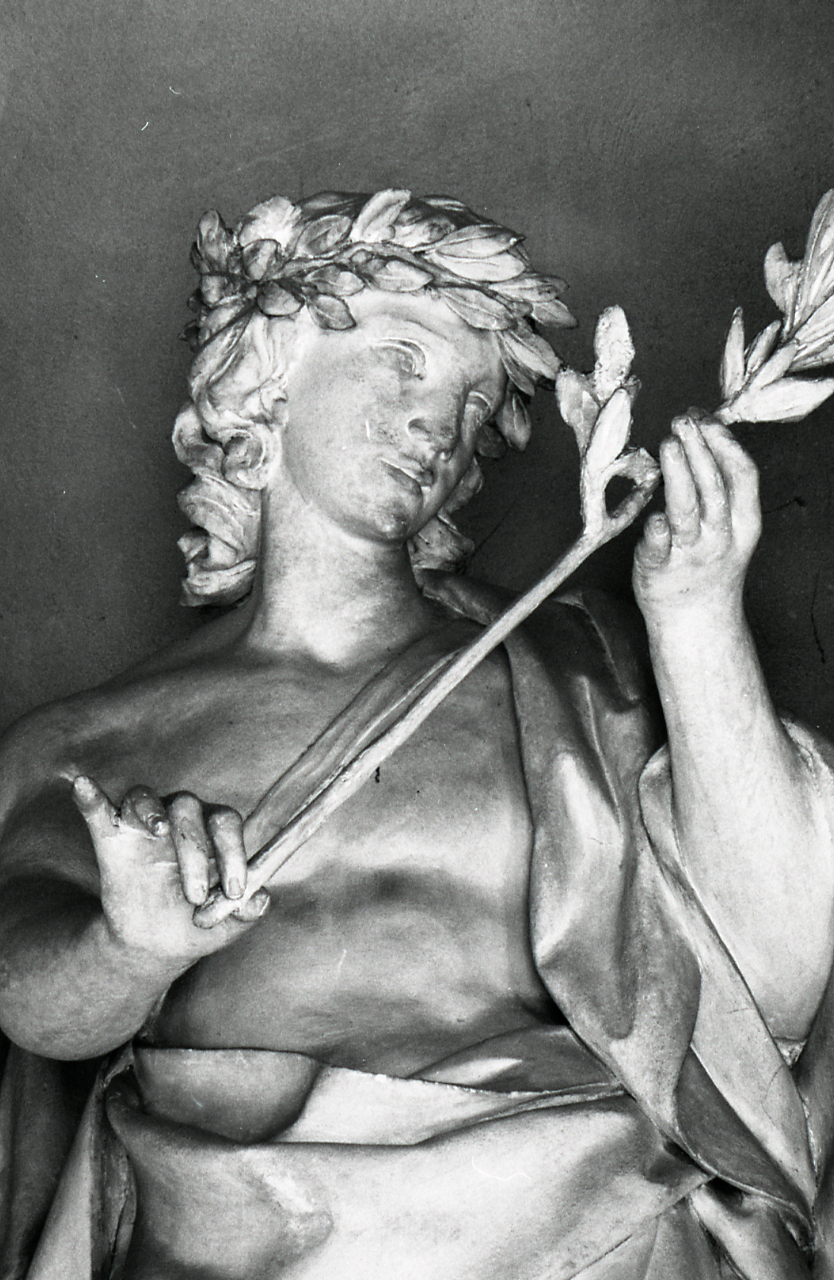
Dei dell'olimpo, Teatro comunale Masini di Faenza
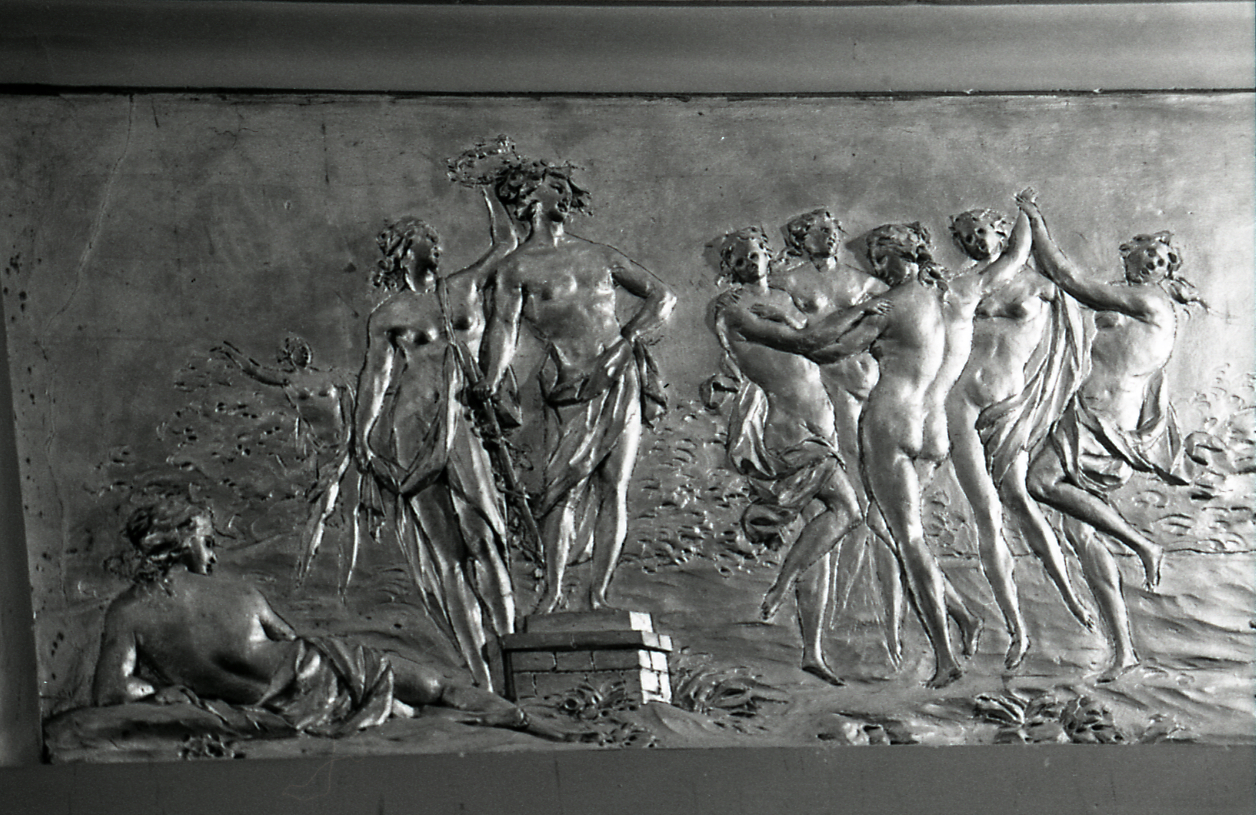
Storie mitiche e romane, Teatro comunale Masini di Faenza

### Bologna
- Sant'Antonio Abate, terracotta, Collezioni Comunali d'Arte
- Virtù busto in stucco, Collezioni Comunali d'Arte (in origine nella chiesa dei Poveri della Misericordia di Forlì , andata distrutta)[2]

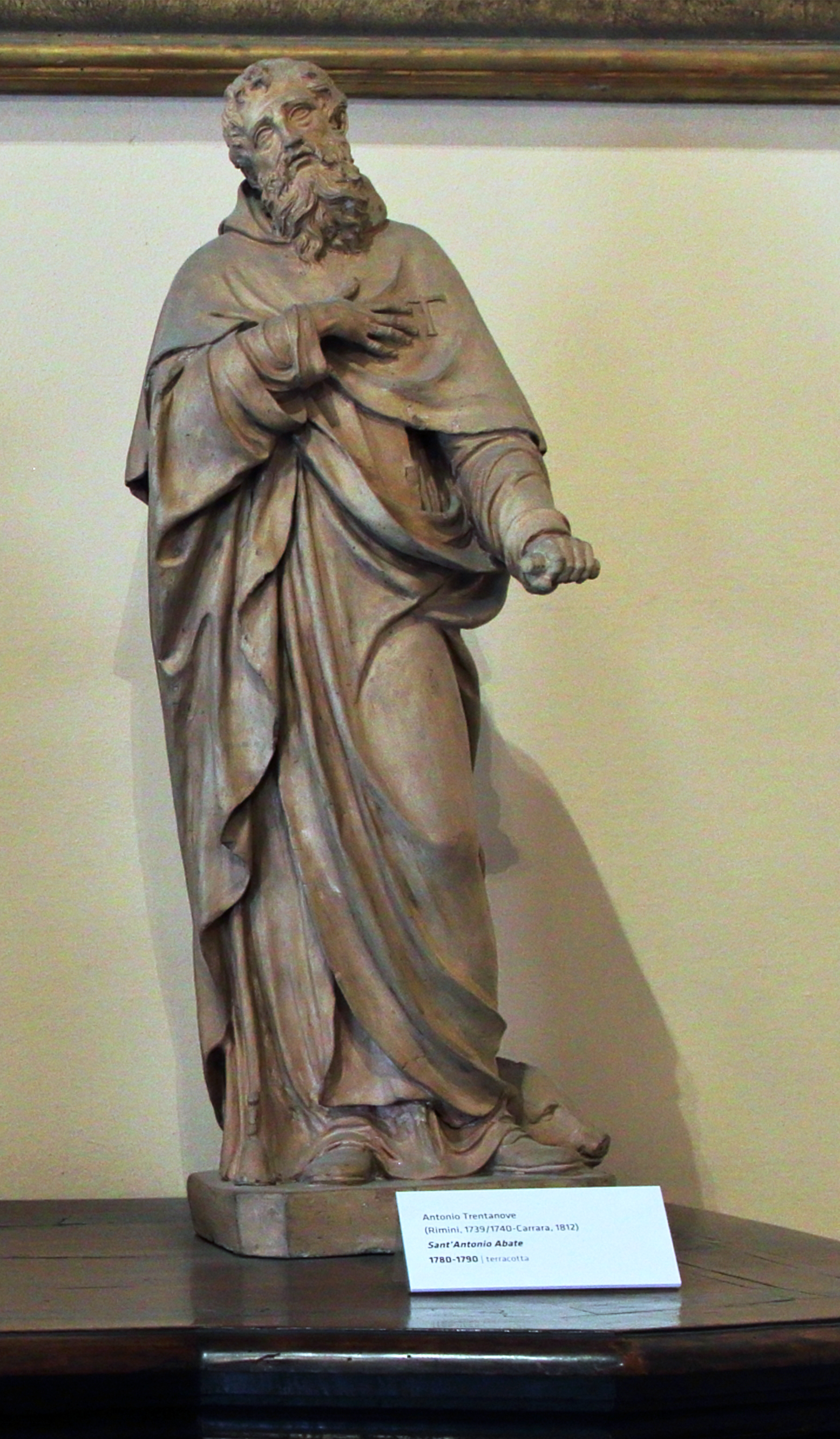
Sant'Antonio Abate
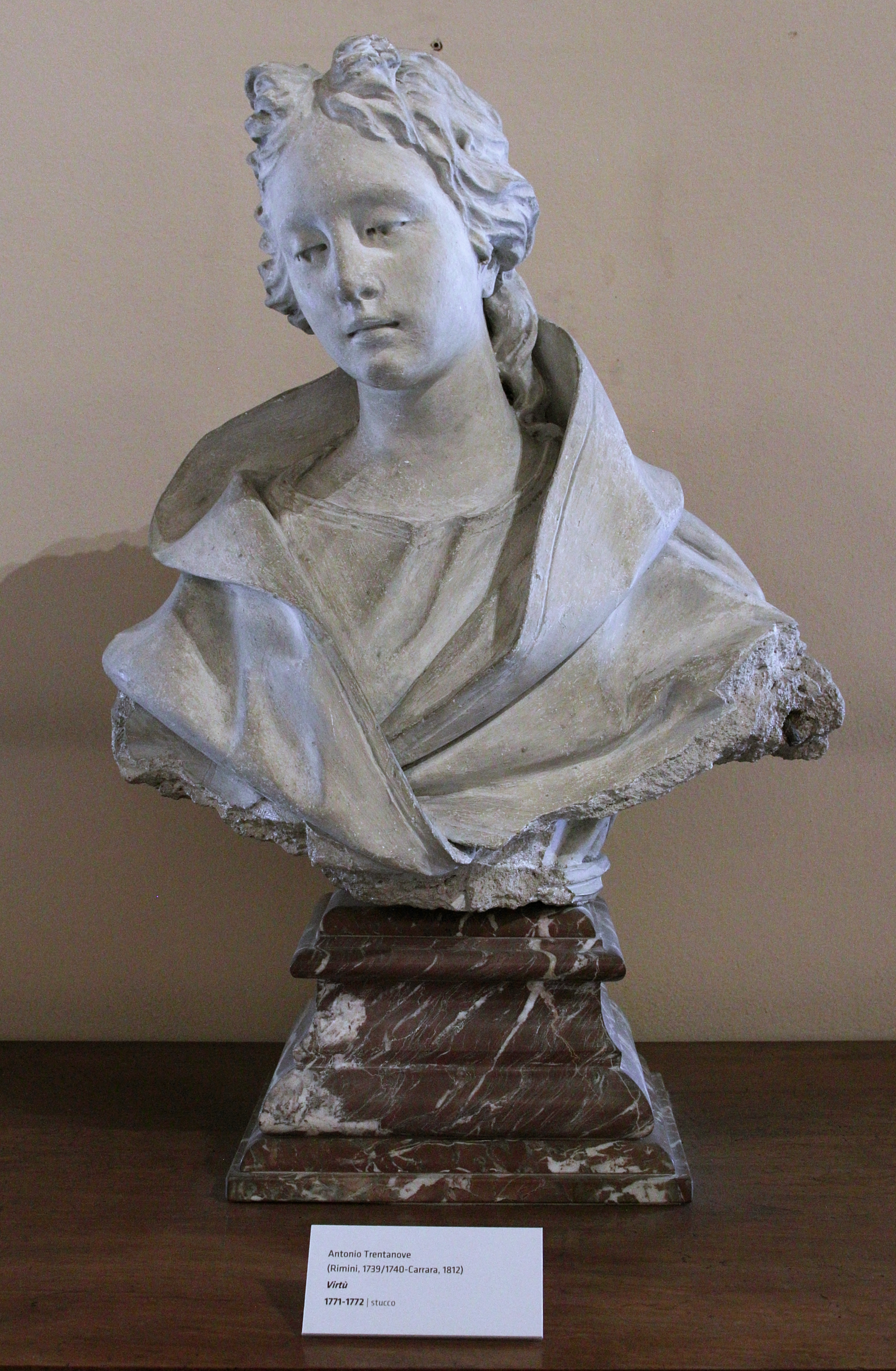
Virtù

### Altre città
- Montepulciano, chiesa di Sant'Agostino.
- Forlì, chiesa di Santa Lucia.
- Urbino, statue di angeli e decorazione del fonte battesimale nella cattedrale di Santa Maria Assunta.
- Cesena, statue di Sant'Andrea Avellino, San Francesco di Paola, San Francesco e San Filippo Neri presso la chiesa di Santa Cristina.